# Jamie und Jessie sind nicht zusammen
Jamie und Jessie sind nicht zusammen (Original: Jamie and Jessie are not together) ist ein US-amerikanischer Spielfilm aus dem Jahr 2011. Die Romantikkomödie erzählt mit musicalartigen Gesangs- und Choreographieeinlagen von zwei lesbischen Mitbewohnerinnen aus Chicago, wobei die eine in zwei Wochen nach New York gehen wird und die andere ihr eigentlich noch sagen will, dass sie in sie verliebt ist.

## Handlung
Die beiden lesbischen Mitbewohnerinnen Jamie und Jessie wohnen schon länger zusammen in Chicago und streben beide nach einer Schauspielkarriere. Jamie ist recht erfolgreich und  wird in zwei Wochen aus Karrieregründen nach New York City umziehen, was Jessie in Panik versetzt, da sie ihrer Mitbewohnerin immer noch nicht gestanden hat, dass sie in sie verliebt ist. Stattdessen hat Jessie ein skurriles Date nach dem anderen, während Jamie sich mit ihrer Affäre Rhonda ausschließlich zum Sex trifft. Während die Tage des Abschieds gezählt sind, wird Jessie immer frustrierter und trifft sich schließlich auch mit Rhonda. Die beiden haben schließlich Sex, wohl, wie Rhonda am Ende sagt, „um sich Jamie näher zu fühlen“. Währenddessen lernt Jessie die an ihr interessierte Elizabeth kennen und verabredet sich mit ihr häufiger. Zu einem Vorsprechen für ein Theaterstück begleitet Jamie Jessie auf deren Wunsch hin, wird von der dortigen Juryleiterin jedoch überredet, auch vorzusprechen und bekommt die Rolle. Jamie lehnt diese mit dem Verweis auf ihre New York Pläne ab und Jessie rückt als zweite Wahl nach. Jessie bekommt dies mit, wird daraufhin wütend und wirft der Freundin Egoismus und Egozentrik vor und entzieht sich dem Kontakt, was Jamie verunsichert.
Einige Freundinnen weisen Jamie darauf hin, dass Jessie sich so verhalte, als sei sie verliebt in Jamie, auch werden sie oft für ein Paar gehalten. Auf der Abschiedsparty von Jamie betrinkt sich Jessie, stellt Jamie bloß und verhält sich verzweifelt eifersüchtig. Jamie kümmert sich um die verkaterte Jessie, die jedoch bei ihren Plänen mit Elizabeth bleibt. Schließlich entlädt sich die sexuell aufgeladene Stimmung zwischen Jamie und Jessie und die beiden haben leidenschaftlichen Sex. Am Tag danach geht Jessie jedoch wieder zu Elizabeth, da ja auch „Jamie trotzdem nach New York gehen“ werde. Jessie wird sich schließlich darüber klar, dass sie gar nicht in Jamie verliebt ist und die Schlussszene ist eine versöhnlich freundschaftliche.

## Filmmusik
- „Time Running“, geschrieben und gespielt von Tegan und Sara
- „Tell her“, geschrieben von Julie Neumark & Ann Driscoll, gespielt von Julie Neumark
- „Sunday Song“, geschrieben und gespielt von The Icicles
- „Down“, geschrieben und gespielt von Anomie Belle
- „Star“, geschrieben von Ripley Caine und gespielt von Ripley Caine & The Full Moon
- „Tell me“, geschrieben von Michelle Plaitis, gespielt von Can you imagine, featuring Steve Cahoone
- „Too much time to think“, Musik von Stephanie Vlcek und Wendy Jo Carlton, Lyriks von Wendy Jo Carlton
- „Chicago to New York“, Musik von Stephanie Vlcek und Wendy Jo Carlton, Lyriks von Wendy Jo Carlton
- „What a shame“, geschrieben und gespielt von Sera Cahoone
- „Pancom“, geschrieben und gespielt von Zirafa
- „You’ll still be queer“, Musik von Stephanie Vlcek, Lyriks von Wendy Jo Carlton
- „Let’s be happy“, geschrieben und gespielt von Jonah Malarsky und Justine Salata
- „So long“, geschrieben und gespielt von Sera Cahoone
- „I think of you“, geschrieben und gespielt von Julie Neumark
- „Me or that“, geschrieben von Ripley Caine und Larz von Keitz, gespielt von Ripley Caine
- „Beautiful you“, geschrieben von Peter Bagge, gespielt von Can you imagine, featuring Steve Cahoone
- „Light my fire“, geschrieben und gespielt von Cameron Yergier und Teressa Cesario
- „There you go“, geschrieben und gespielt von Jacqui Jackson
- „Laundry day“, Musik von Emily Whitehurst und Matthew Mckenzie, Lyriks von Emily Whitehurst, gespielt von Action design
- „Perfume“, geschrieben von Ben Scott-Brandt und gespielt von Ribbons of Song
- „Leather Daddy“, geschrieben und gespielt von Stewed Tomatoes
- „Summer Storm“, geschrieben von Ben Scott-Brandt und gespielt von Ribbons of Song
- „Love Machine“, geschrieben und gespielt von God-des and She
- „Got a good feeling“, geschrieben von Wendy Jo Carlton und Anne T. Hanson, Musik von Stefanie Vlcek
- „This is love“, Musik von Stefanie Vlek und Wendy Jo Carlton, Lyriks von Wendy Jo Carlton
- „Rhonda’s Bedtime“, geschrieben und gespielt von Robert Hanline
- „La Ti Da“, geschrieben und gespielt von The Icicles
- „Hurry up and leave“, Musik von Stefanie Vlek und Wendy Jo Carlton, Lyriks von Wendy Jo Carlton und Anne T. Hanson